# Панагія Халкеон
40°38′12.51″ пн. ш. 22°56′37.45″ сх. д. / 40.6368083° пн. ш. 22.9437361° сх. д.
Панагія Халкеон (грец. Παναγία των Χαλκέων) — хрестово-купольний храм, присвячений Богородиці у місті Салоніки, розташована поблизу Агори та стародавньої Віа Егнатія і відповідно сучасної вулиці Егнатія, що веде до площі Аристотеля.
Свою назву Халкеон від (грец. Χαλκουργία — обробка міді) отримала від того, що розташовувалась в кварталі, де традиційно працювали ремісники, які займались обробкою міді.
1988 року серед інших ранньохристиянських і візантійських пам'яток Салонік Панагія Халкеон включена до переліку об'єктів Світової спадщини в Греції.

## Історія створення
Про створення церкви оповідає титарський напис на головних воротах західного входу в храм. Він повідомляє:
| «Це місце, яке раніше було сплюндрованим, присвячене храму Богородиці Христофором - славнійшим царським урядовцем і правителем Лонгобардії, його дружиною Марією та дітьми Никифором та Анною у вересні 6537 від створення світу». |
Написи всередині самої церкви додатково повідомляють, що церква побудована Христофором для себе і рідних «за спасіння і відпущення гріхів». Могила Христофара розташована біля північної стіни храму, трохи виступаючи за неї.
Дата 6537 рік від створення світу визначається як 1028 рік (за Візантійською хронологією) або 1044 (за Александрійською хронології). Дослідники вважають, що точнішою датою побудови церкви можна вважати 1028 рік.
Церква перетворена в мечеть 1430 року і отримала назву Καζαντζιλάρ τζαμί, або τζαμί των χαλκωματάδων, оскільки розташовувалась в кварталі мідних майстерень. Від цієї назви походить і сучасна назва храму Халкеон.

## Особливості архітектури
Церква побудована з цегли, що створює декоративний ефект (численні стрільчасті арки, оперізуючі храм зубчасті стрічки). Храм не має галереї, купол спирається на чотири колони в центральній частині храму, що має форму квадрата. Вівтарна частина має три апсиди (жертовник, вівтар, дияконник). На західній стороні храму — нава, що з'єднується з основною частиною храму через троє воріт. До нави примикає пізніша за часом спорудження галерея.
До 1934 року церкву до горизонтального кам'яного пояса вкривала земля. Розкопки здійснив професор Дімітріос Евангелідіс, який в ході відновлювальних робіт надав храмові первісного вигляду.

## Внутрішнє оздоблення
Фрески церкви Панагія Халкеон погано збереглися з часів її будівництва. Купол прикрашений фрескою Вознесіння Христове : навколо образу Христа розташовані Богородиця в оточенні двох ангелів, а також дванадцять апостолів. Нижче на стінах барабана купола розташовані зображення біблійних пророків з грамотами в руках, на яких написані їх передбачення, пов'язані з Ісусом Христом.
Вівтарна частина прикрашена фресками зі сценами Таємної Вечері, Різдва, Стрітення і Успіння Богородиці. У наві основна фреска — композиція Друге пришестя .
Серед архітектурних прикрас збереглися тільки прикрашені барельєфами і хрестами капітелі чотирьох колон, що підтримують купол.